# Huszt (település)
Huszt (ukránul: Хуст [Huszt], németül: Hus(s)t) területi jelentőségű város Ukrajnában, Kárpátalján. Az akkori Magyarország legrégibb református községe; Huszti Lovász Tamás segítségével azáltal, hogy 1524-ben a reformatusok birtokába került a vártemplom, melyet a katólikusok többször is próbáltak visszaszerezni. Egy ideig a csehszlovákiai Ruszinföld autonóm székhelye lett 1938-ban, miután a korábbi székhely Ungvár az első bécsi döntéssel magyar közigazgatásba került.
Nagyszőlőstől 24 km-re északkeletre, Ungvártól 88 km-re délkeletre, a román határtól 9 km-re található, a Nagy-ág és a Husztica patak tiszai torkolatánál fekszik. A települést érinti a Bátyú–Királyháza–Taracköz–Aknaszlatina-vasútvonal.
Itt található a középkori Magyarország egyik legerősebb és legjelentősebb várának ramjai, ami a 12. századtól fontos stratégiai szereppel bírt, ellenőrzése alatt tartotta az aknaszlatinai sóbányákhoz vezető út védelmét. Villám sújtott a tornyába, mely után tűzvész keletkezett, a tűz elérte a lőporraktárt, ami felrobbanva maradandó sérüléseket okozott az épületben.
Lakossága 2023. október 13-án 26 127 fő volt, a belső menekülteket nem számítva.

## Etimológia
Neve a Husztica patak nevéből származik, az pedig a szláv husztka (jelentése: kendő) főnévből a völgykatlan formájáról, ahol fekszik. 1329-ben Huszth alakban említik.

## Éghajlata
Huszt nedves kontinentális éghajlatú. Az évi középhőmérséklet +9,2 °C. A legmagasabb júliusi átlaghőmérséklet +20,1 °C. A legalacsonyabb januári átlaghőmérséklet -3,2 °C körül alakul.
Az átlagos évi csapadékmennyiség 1078 mm. A legkevesebb csapadék áprilisban hullik — 74 mm, a legtöbb csapadék júliusban, átlagosan 105 mm. A legtöbb esős nap decemberben van, átlagosan 13,80 nap. A legkevesebb esős nap augusztusban van, átlagosan 9,87 nap.

## Története

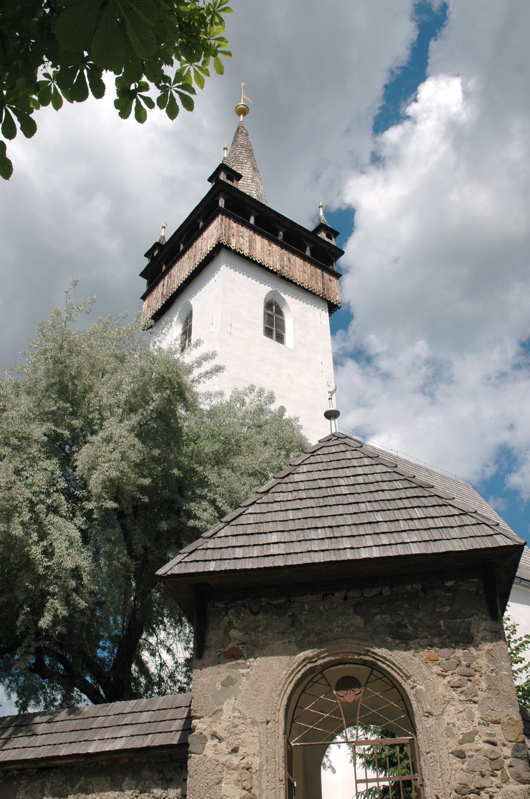
A református templom Huszton

1329-ben Huszth alakban említik. Várát 1090-ben Szent László építtette a kunok ellen. A tatárjárás után 1318 körül állították helyre. A település 1329-ben kiváltságokat kapott.
1458-ban ide záratta Mátyás a lázadó Szilágyi Mihályt. 1514-ben a helyi parasztok elfoglalták. 1526-ban Erdély része lett. 1546-ban Ferdinánd serege foglalta el, 1594-ben a települést a tatárok elpusztították, de a várat nem tudták bevenni. 1644-ben I. Rákóczi György, 1657-ben a lengyelek, 1661-62-ben a török és tatár seregek ostromolták. Huszt várában hunyt el 1667. május 13-án gr. Rhédey Ferenc erdélyi fejedelem, Máramaros vármegye főispánja. A kurucok előtt a vár 1703. augusztus 17-én kapitulált, akik itt kiáltották ki Erdély függetlenségét. 1711-ben az osztrákok vették be, utolsóként a magyar várak közül. A megrongálódott várat 1766. július 3-án villám sújtotta és leégett, majd 1798-ban egy újabb vihar a tornyát is ledöntötte, azóta rom.
A trianoni békeszerződésig Máramaros vármegye Huszti járásának székhelye volt.
A csehszlovákiai autonóm Kárpátalja székhelye lett 1938-ban, miután a korábbi székhely Ungvár az első bécsi döntéssel magyar közigazgatásba került.
1939. március 14-én, Csehszlovákia szétesése után itt jelentette be államfőként Avgusztin Volosin Kárpátalja függetlenségét. Az új állam fővárosa Huszt lett, ám a város másnap magyar megszállás alá került, vezetői zömmel Romániába menekültek. Huszt ezt követően 1944-ig ismét a Magyar Királyság része, a Máramarosi közigazgatási kirendeltség székhelye (1944. október 24-én foglalták el a szovjet csapatok).
2020-ig Körösös és Túlnagyágtelep tartozott hozzá.

## Népessége
- 1910-ben Husztnak 10 292 lakosa volt, melyből 5230 ruszin, 3505 magyar és 1535 német lakos.
- 2001-ben 31 900 lakosa volt, melyből 28 500 ukrán (és ruszin), 1700 magyar, 1200 orosz és 100 cigány volt.
- Lakossága 2011. január 1-jén 28 438 fő volt.

## Nevezetességek

### Templomok

#### Református erődtemplom
A 13-14. században építették gótikus stílusban, Szent Erzsébet tiszteletére szenteltek fel. 1524 óta a reformátusok vették birtokba. Eredetileg vastag erős bástyafal vette körül, melynek két 16. századi kapu volt a bejárata a templom kertjébe.
1616-ban, 1638-ban Bethlen István, 1644-ben I. Rákóczi György, 1661-ben Kemény Jánosné Lónyai Anna, 1670-ben Apafi Mihály erdélyi fejedelem renováltatta, bővíttette a templomot. 1773-ban és 1888-ban helyreállították.
A templom egyhajós, sokszögzáródású, a hajónál keskenyebb szentély zárja, sarkain négy gyámpillér látható, ablakai csúcsívesek. A szentélyt bordás keresztboltozat fedi. A hajó és a szentély között csúcsíves diadalív áll. A templom déli falában két csúcsíves ablak és egy ugyancsak csúcsíves kapu látható. Karzata és szószéke valószínűleg a 18. századból való. A karzaton a református templom legendás hírű lelkésze Huszti Lovász Tamás családi címere látható. A templom úrvacsorai edényei között egy 1640-ből származó, Augsburgból való kelyhet alálhatunk, melyet a hozzá tartozó tállal együtt Bethlen István ajándékozott a templomnak. Egyik ónkannája 1672-ből, egyik tálja 1692-ből származik.
A templom négyzet alakú harangtornya a négy fiatornyos, csúcsos sisakjával a 15. században épült, ám a 1861-ban lecserélték, 2001-ben visszaállítottak a négy fiatornyos sisakot. Eredetileg belső falait freskók díszítették, melyeket a reformátusok lemeszeltek. Sztehlo Ottó műtörténésznek azonban 1888-ban sikerült lerajzolni a restaurálás során a freskók egy részét.
A templom kertjében a 21. század elmúlt éveiben több emléktáblát, -oszlopot és -szobrot is elhelyeztek az egykori hősök és áldozatok tiszteletére.

#### Római katolikus templom
A vatikáni levéltári adatok szerint Huszt, mint katólikus egyházközség már 1332-ben működött.
A Szent Anna tiszteletére épült barokk stílusú templomnak az alapkövét nagy ünnepséggel 1799. augusztus 10-én tették le. A felépült templom felszerelésében és díszítésében a hívek dicséretes buzgólkodást tanúsítottak. 1824-ben adományozták többek között a templomnak védőszentjének oltárképét, felállították a Szent Kereszt mellékoltárt, és 1859-ben egy gazdag aranyozású ezüst monstranciával gyarapodott a kegytárgyak sora.

#### Jézus mennybemenetele templom
A görögkatolikus kőtemplomot 1789-ben építették, s Jézus mennybemenetelének ünnepére szentelték fel. Két kőtornyát jóval később, 1855-ben emelték. Itt nyugszik Petrőczy Kata Szidónia első magyar költőnő, Pekri Lőrinc kuruc generális felesége.

#### Zsinagóga
1878-ban épült. Belül háromhajós, kilenc kupola van benne. Az épület megőrizte az eredeti belsejét és falfestéseit.

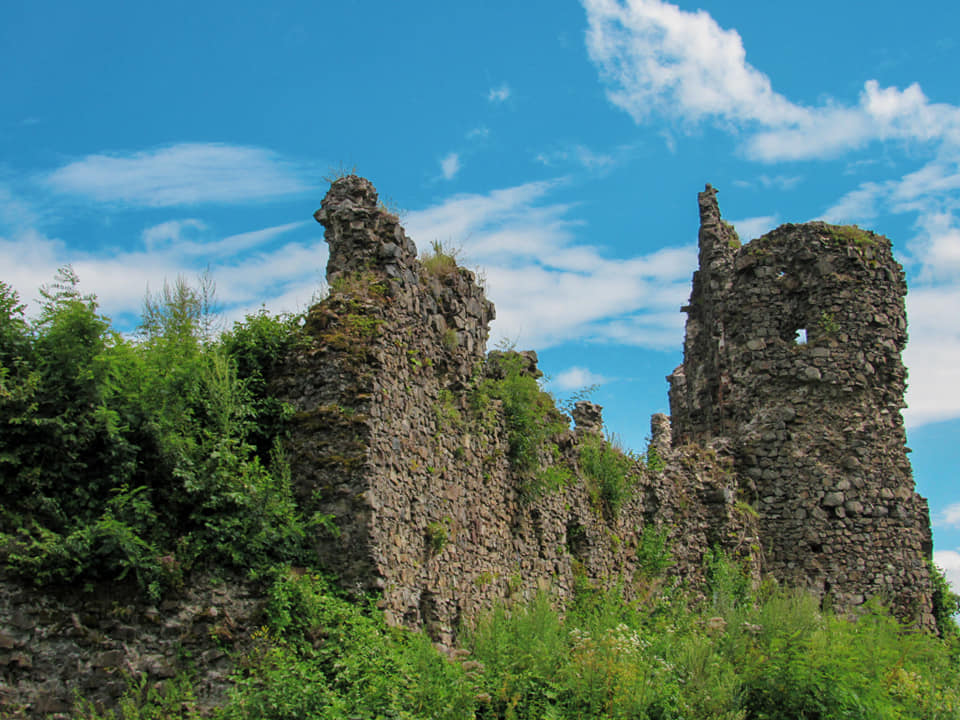
A huszti vár romjai
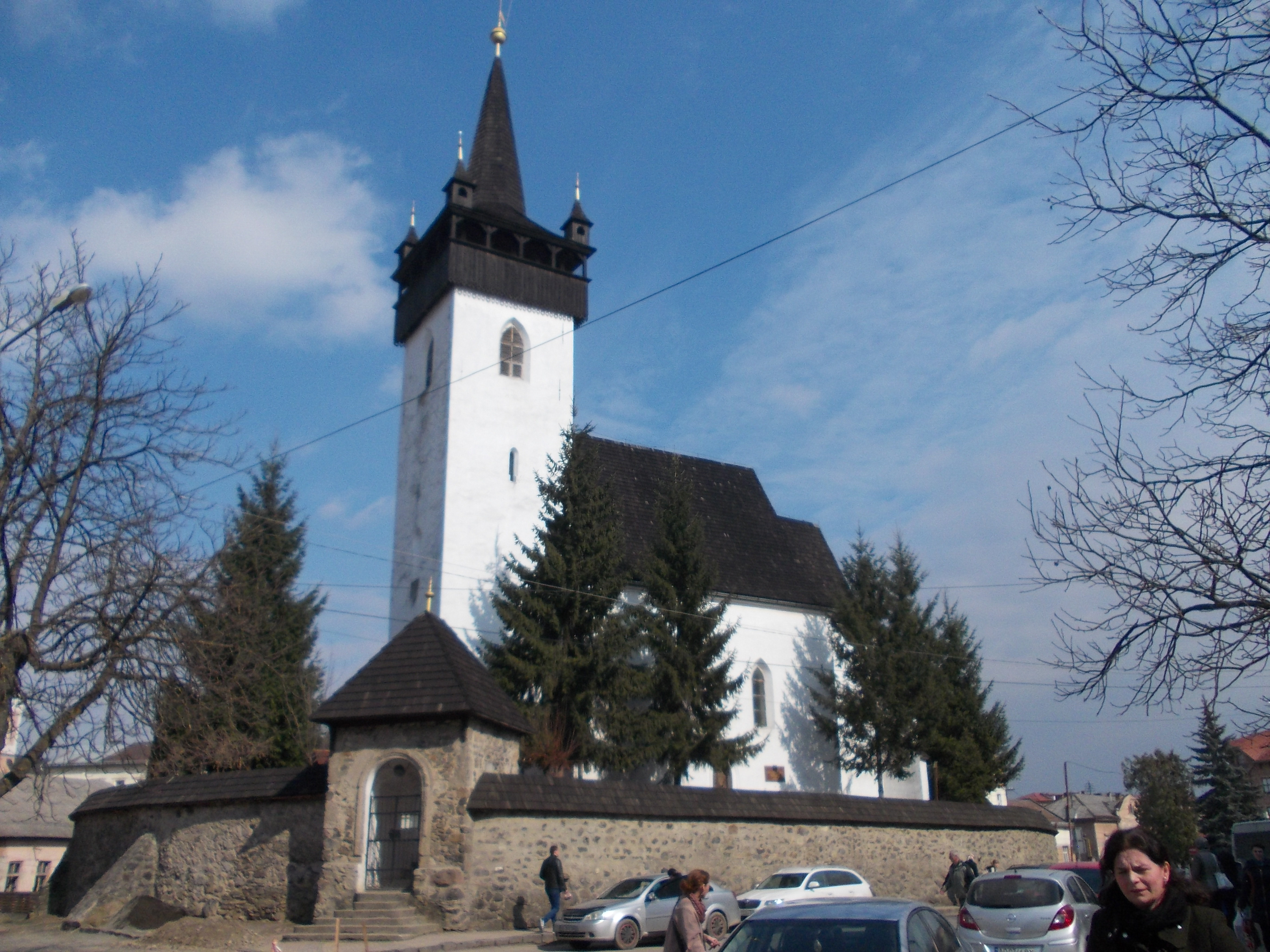
Református templom
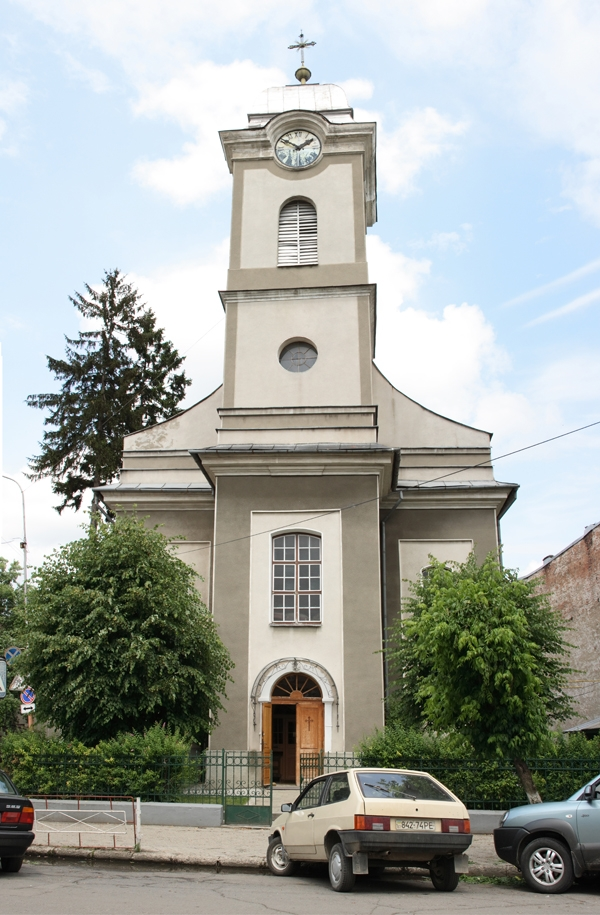
Római katólikus templom
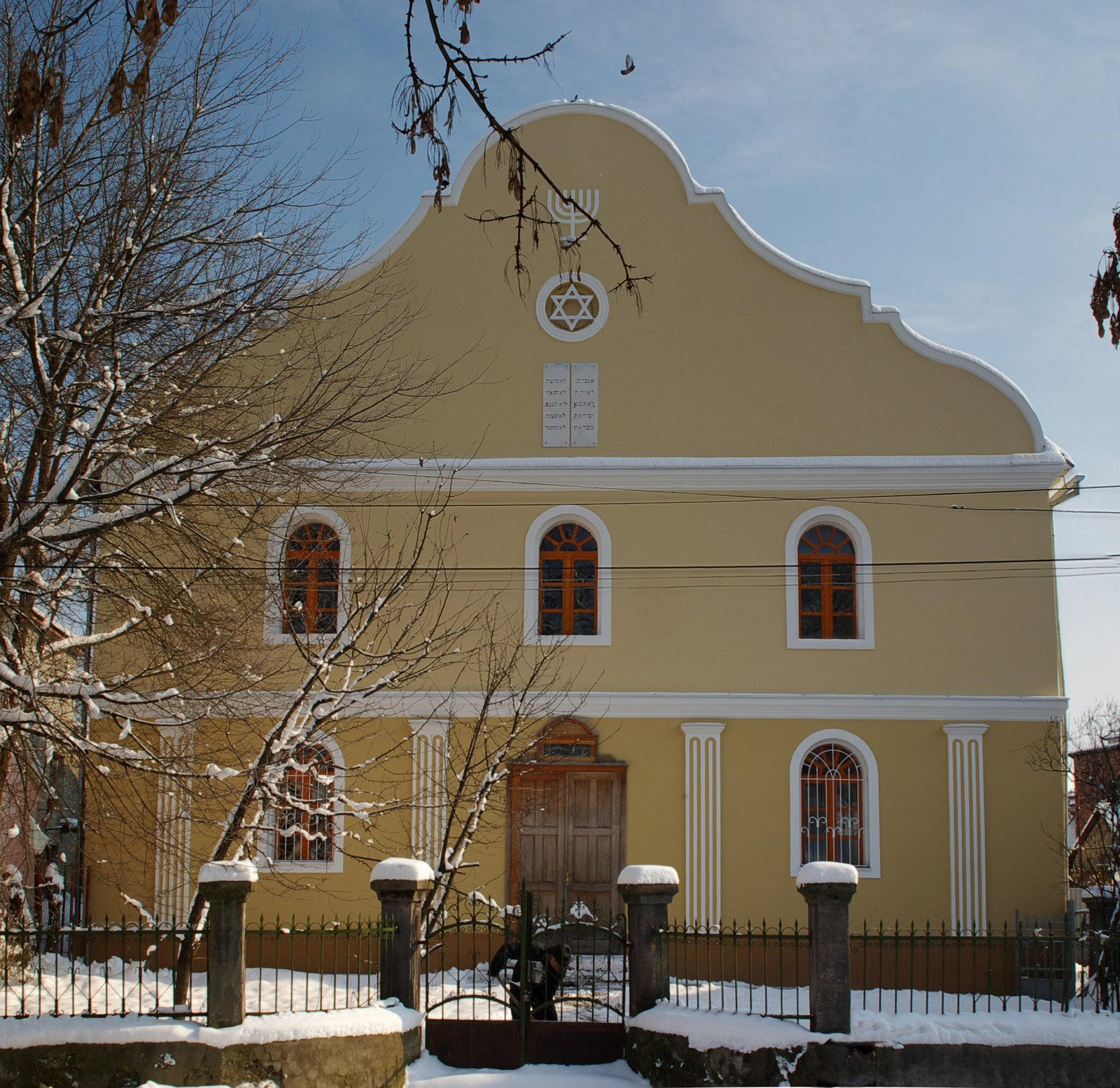
Zsinagóga

## Itt született
- 1738-ban gr. Teleki József tudós, koronaőr (elhunyt 1796. szeptember 1.)
- 1745-ben Koller József egyháztörténész (elhunyt 1832. szeptember 2.)
- 1780-ban sámsoni Gáthy István földmérő, a geodéziai szögtükör  feltalálója (elhunyt 1859. szeptember 24.)
- 1853-ban Mose Grünwald világhírű rabbi, az Árugát HáBoszem responza és Tóramagyarázatok szerzője
- 1860-ban ifj. Prielle Kornélia operetténekes, Prielle Péter és Lang Berta leánya. Férje Borsody Vilmos színigazgató akivel 1887-től együtt is szerepeltek (elhunyt – Budapest, 1923. feb. 15.).
- 1882-ben Benda Jenő író, újságíró (elhunyt 1944. november 24.)
- 1894-ben Szép Ernő költő, író, újságíró (elhunyt 1953. október 2.)
- 1921. december 18-án Hořec Jaromír (†Prága 2009. november 22.) cseh költő és újságíró
- 1930. november 11-én Moskalyk Antonín (†Brno 2006. január 27.) cseh filmrendező

## Testvértelepülés
- Szirmabesenyő, Magyarország (2017. december 14-től)